# Тімон Фліунтський
Тімон Фліунтський (дав.-гр. Τίμων; 320 до н. е. — 230 до н. е.) — давньогрецький філософ, письменник, поет.

## Життєпис
Народився у місті Фліунт. Був сином Тімарха, який рано помер. Замолоду спочатку виступав як танцюрист у театрі. У 300 році до н. е. перебрався до Мегари, де став учнем відомого філософа Стільпона. Після навчання повернувся на батьківщину, де одружився. Через деякий час подорожував до м. Еліс, де захопився ідеями філософа Піррона, засновника скептицизму. Потім подорожував містами, що розташовувалися у Дарданелах та Босфорі, згодом викладав філософію у місті Халкідон. Завдяки цього значно розбагатів й у 275 році до н. е. перебрався до Афін, де мешкав до самої смерті у 230 році до н. е.

## Творчість
Про доробок Тімона відомо завдяки Діогену Лаертському. Згідно останньому Тімон складав ліричні, епічні поеми, любовні вірші, сатири, 30 комедій, 60 трагедій. Найвідомішими є «Сілли» (збірка сатир і пародій, частково прозоових, частково віршованих), сатирична поема «Поховальний бенкет Аркесілая», «Піфон» (бесіди з Пірроном), пародії на твори Гомера (в них критикував ідеї мегарійської школи, стоїків, платонистів, епікурейців).

## Філософія
Найвідомішим філософським твором (той, що більш-менш зберігся) є «Проти фізиків». Розвивав думки свого вчителя Піррона, якого вважав майже богом. За думкою Тімона людина, щоб бути щасливою, повинна знати три речі: яка природа речей, яке відношення має навколишнє життя до нього, які наслідки буде результатом такого ставлення.
Тімон вважав, що знати щось точно неможливо. Тому що люди сприймають природу речей з чутливістю та суб'єктивністю, а це не дозволяє відрізнити справжнє від помилкового.